# Campionati africani di atletica leggera 2012 - 5000 metri piani maschili
La specialità dei 5000 metri piani maschili ai campionati africani di atletica leggera di Porto-Novo 2012 si è svolta il 1º luglio 2012 presso lo Stade Charles de Gaulle di Porto-Novo, in Benin.
La gara è sta vinta dal kenyano Mark Kiptoo, che ha preceduto i connazionali Jonathan Maiyo (argento) e Timothy Kosgei Kiptoo (bronzo).

## Medagliere
| Oro     | Mark Kiptoo Kenya           |
| Argento | Jonathan Maiyo Kenya        |
| Bronzo  | Timothy Kosgei Kiptoo Kenya |

## Programma
| Data           | Ora   | Evento |
| -------------- | ----- | ------ |
| 1º luglio 2012 | 16:55 | Finale |

## Risultati

### Finale
| Class   | Nome                     | Nazione   | Tempo    | Note |
| ------- | ------------------------ | --------- | -------- | ---- |
| Oro     | Mark Kiptoo              | Kenya     | 13:22.38 |      |
| Argento | Jonathan Maiyo           | Kenya     | 13:22.89 |      |
| Bronzo  | Timothy Kosgei Kiptoo    | Kenya     | 13:24.67 |      |
| 4       | Tolossa Gedefa           | Etiopia   | 13:33.96 |      |
| 5       | Olivier Irabaruta        | Burundi   | 13:43.03 |      |
| 6       | Vianney Ndiho            | Burundi   | 13:51.96 |      |
| 7       | Elroy Gelant             | Sudafrica | 13:54.93 |      |
| 8       | Ytaya Atnafu             | Etiopia   | 13:58.69 |      |
| 9       | Tiruneh Biresaw          | Etiopia   | 13:59.16 |      |
| 10      | Cyriaqu Ndayikengurukiye | Ruanda    | 13:59.94 |      |
| 11      | Abdelghani Bensaadi      | Algeria   | 14:10.90 |      |
| 12      | Gladwin Mzazi            | Sudafrica | 14:19.49 |      |
| 13      | Geoffrey Kusuro          | Uganda    | 14:22.96 |      |
| 14      | Mohamed Ismail Ibrahim   | Gibuti    | 14:36.31 |      |
| 15      | Nikabou Dalouba          | Togo      | 15:05.88 |      |
| 16      | Mahamane Tassiau Ganda   | Niger     | 15:10.10 |      |
| 17      | Mohamed Tabe Bio         | Benin     | 15:19.69 |      |
| 18      | Salah Abd Hamid          | Libia     | 15:31.33 |      |
| 19      | Abderahim Omar           | Libia     | 15:34.52 |      |
| dnf     | Abdenacer Fathi          | Marocco   | dnf      |      |
| dns     | Dawit Wedeslasie         | Eritrea   | dns      |      |
| dns     | Seth Nyamaa-Boadi        | Ghana     | dns      |      |
| dns     | Damien Chopa             | Tanzania  | dns      |      |